# ویاچسلاف بیکوف
ویاچسلاف بیکوف (روسی: Вячеслав Аркадьевич Быков؛ زادهٔ ۲۴ ژوئیهٔ ۱۹۶۰) بازیکن هاکی روی یخ سابق اهل شوروی است.